# Équipe de Nauru masculine de basket-ball
Ne doit pas être confondu avec Équipe de Nauru féminine de basket-ball.
Maillots
Actualités
L'équipe de Nauru masculine de basket-ball, est la sélection des meilleurs joueurs Nauruans de basket-ball. Elle est placée sous l'égide de la Fédération de Nauru de basket-ball.
En 1975, elle rejoint la FIBA, plus tard la FIBA Océanie.

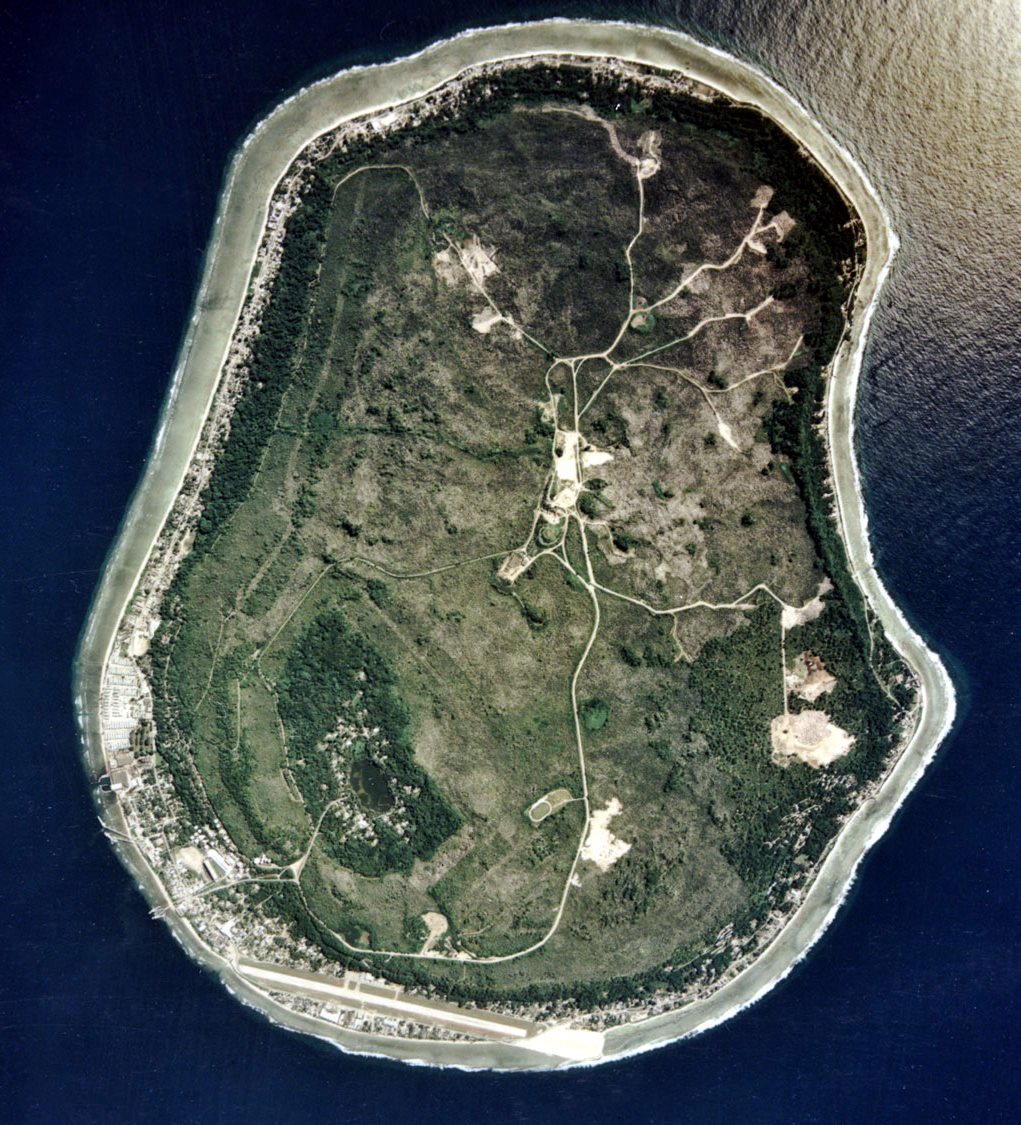
Image satellite de Nauru en 2002.

## Palmarès

### Basket-ball aux Jeux olympiques
Vierge (0/19)

### Coupe du monde de basket-ball masculin
Vierge (0/17)

### Championnat d'Océanie de basket-ball
Vierge (0/23)

### tournoi d'Océanie de basket-ball
Vierge (0/11)

### Parcours au tournoi de Basketball aux Jeux du Pacifique
| Année | Position | Match | Victoire | Nul | Défaite | pagné marqué | pagné encaissé |
| ----- | -------- | ----- | -------- | --- | ------- | ------------ | -------------- |
| 1963  | 4e       | 7     | 4        | 0   | 3       | 371          | 360            |
| 1966  | 7e       | 3     | 0        | 0   | 3       | 139          | 188            |
| 1969  | 5e       | 7     | 2        | 0   | 5       | 390          | 553            |
| 1971  | X        | -     | -        | -   | -       | -            | -              |
| 1975  | 8e       | 5     | 0        | 0   | 5       | 334          | 575            |
| 1979  | 10e      | 7     | 1        | 0   | 6       | 478          | 744            |
| 1983  | 10e      | 5     | 0        | 0   | 5       | 310          | 528            |
| 1987  | X        | -     | -        | -   | -       | -            | -              |
| 1991  | 8e       | 4     | 0        | 0   | 4       | 221          | 470            |
| 1995  | X        | -     | -        | -   | -       | -            | -              |
| 1999  | 14e      | 5     | 0        | 0   | 5       | 223          | 413            |
| 2003  | X        | -     | -        | -   | -       | -            | -              |
| 2007  | X        | -     | -        | -   | -       | -            | -              |
| 2011  | X        | -     | -        | -   | -       | -            | -              |
| 2015  | 10e      | 6     | 0        | 0   | 6       | 322          | 587            |
| 2019  | X        | -     | -        | -   | -       | -            | -              |
| Total | X        | 49    | 7        | 0   | 42      | 2788         | 4418           |

### Parcours au tournoi de Basketball aux Jeux de la Micronésie
| Année | Position | Match | Victoire | Nul | Défaite | pagné marqué | pagné encaissé |
| ----- | -------- | ----- | -------- | --- | ------- | ------------ | -------------- |
| 2006  | X        | -     | -        | -   | -       | -            | -              |
| 2010  | X        | -     | -        | -   | -       | -            | -              |
| 2014  | 9e       | 4     | 0        | 0   | 4       | 231          | 400            |
| 2018  | X        | -     | -        | -   | -       | -            | -              |

### Coupe de Basketball Mélanésienne FIBA
2017 : Non invité

## Nations rencontrées
| Adversaire                | Joués | Victoires | Matchs nuls | Défaites | Buts pour | Buts contre |
| ------------------------- | ----- | --------- | ----------- | -------- | --------- | ----------- |
| Palaos                    | 1     | 0         | 0           | 1        | 60        | 107         |
| Kiribati                  | 1     | 0         | 0           | 1        | 72        | 78          |
| Îles Mariannes du Nord    | 3     | 1         | 0           | 2        | 229       | 283         |
| Vanuatu                   | 2     | 0         | 0           | 2        | 143       | 171         |
| Micronésie                | 3     | 0         | 0           | 3        | 209       | 286         |
| Guam                      | 3     | 0         | 0           | 3        | 154       | 341         |
| Samoa                     | 3     | 1         | 0           | 2        | 180       | 282         |
| Tahiti                    | 3     | 0         | 0           | 3        | 139       | 292         |
| Îles Salomon              | 6     | 1         | 0           | 5        | 392       | 540         |
| Fidji                     | 6     | 1         | 0           | 5        | 350       | 599         |
| Nouvelle-Calédonie        | 6     | 1         | 0           | 5        | 284       | 481         |
| Papouasie-Nouvelle-Guinée | 6     | 2         | 0           | 4        | 296       | 506         |
| Samoa américaines         | 8     | 0         | 0           | 8        | 415       | 740         |
| Pohnpei                   | 1     | 0         | 0           | 1        | 44        | 107         |
| Chuuk                     | 1     | 0         | 0           | 1        | 53        | 89          |
| Total                     | 53    | 7         | 0           | 46       | 3020      | 4902        |

## Nations non rencontrées en Océanie
| Adversaire       |
| ---------------- |
| Australie        |
| Nouvelle-Zélande |
| Îles Cook        |
| Tuvalu           |
| Tonga            |
| Timor oriental   |
| Îles Marshall    |
| Île Norfolk      |

## Effectif
- Sélection 2015[20]

| N° | Noms            |
| -- | --------------- |
| 1  | David Vorbach   |
| 2  | Dick Royce      |
| 3  | Gavrick Mwareow |
| 4  | Heine Kanimea   |
| 5  | Jencke Jeremiah |
| 6  | Johnson Hiram   |
| 7  | Kaairo Tiaon    |
| 8  | Kingson Akibwib |
| 9  | Marcus Detenamo |
| 10 | Martin Detenamo |
| 11 | Niga Haulangi   |
| 12 | Richart Daoe    |